# Frontera entre Zàmbia i Namíbia
La frontera entre Zàmbia i Namíbia és la línia fronterera de 797 kilòmetres en sentit Oest-Est, que separa Zàmbia (Província Oest) de Namíbia (Caprivi Oriental) a l'Àfrica Meridional.

## Traçat
Comença a l'oestal trifini Namíbia-Zàmbia-Angola, fins a l'est al trifini entre ambdós països amb Botswana. Hi ha un encreuament de carreteres entre els dos països, el Pont Katima Mulilo al riu Zambezi, a la vila de Katima Mulilo.
Aquest trifini a l'est és a només dos quilòmetres d'un trifini Zimbàbue-Zàmbia-Botswana. A causa d'aquesta proximitat entre dos trifinis, aquest punt pot semblar una frontera quadrangular Zimbabwe-Zàmbia-Botswana-Namíbia.
Aquesta frontera es va definir oficialment en 1990, quan Namíbia va obtenir la seva independència de Sud-àfrica. Des de Zàmbia, les fronteres d'aquesta regió s'han definit des del segle xix quan Cecil Rhodes va establir a 1889 la Companyia Britànica de Sud-àfrica. En 1923, l'àrea es va convertir en protectorat de l'Imperi Britànic, i es va dividir en Rhodèsia del Nord (avui Zàmbia) i Colònia de Rhodèsia del Sud (després República de Rhodèsia, avui Zimbàbue.